# لیندا اجیوفور
لیندا اجیوفور (متولد لیندا ایهوما اجیوفور؛ ۱۷ ژوئیه ۱۹۸۶) یک هنرپیشه و مدل نیجریه ای از ایالت ابیا است که برای بازی در نقش بیمپه آدکویا در سریال تلویزیونی Tinsel از M-Net شناخته می‌شود. او برای بازی در فیلم ملاقات (۲۰۱۲) نامزد بهترین بازیگر نقش مکمل زن در نهمین جوایز آکادمی فیلم آفریقا شد.
اجیوفور که اهل ایسویکوواتو است در لاگوس نیجریه به دنیا آمد. او دومین فرزند از پنج فرزند است.
او در دانشگاه پورت هارکورت جامعه‌شناسی خوانده‌است. او در ۴ نوامبر ۲۰۱۸ نامزدی خود را با بازیگر تینسل ابراهیم سلیمان اعلام کرد و چهار روز بعد با او ازدواج کرد. آنها یک فرزند پسر دارند.